# Egyptian National Football League 2020
La Egyptian National Football League 2020 è la 6ª edizione del campionato di football americano di primo livello, organizzato dalla EFAF.
Il 15 marzo la stagione è stata sospesa a causa della pandemia di COVID-19 del 2019-2021

## Squadre partecipanti
| Club             | Città               | Stadio | Sponsor ufficiale | Risultato nella stagione 2019 |
| ---------------- | ------------------- | ------ | ----------------- | ----------------------------- |
| AUC Titans       | New Cairo           |        |                   |                               |
| Cairo Bears      | New Cairo           |        |                   |                               |
| Cairo Hellhounds | Il Cairo            |        |                   |                               |
| Cairo Warriors   | New Cairo           |        |                   |                               |
| Cairo Wolves     | Giza                |        |                   |                               |
| Gezira Thunder   | Il Cairo            |        |                   |                               |
| GUC Eagles       | New Cairo           |        |                   |                               |
| MSA Tigers       | Città del 6 ottobre |        |                   |                               |

## Stagione regolare

### Calendario

#### 1ª giornata
| 7 febbraio 2020, ore 14:15 | GUC Eagles | 35 – 0 referto | Cairo Warriors |  |

| 7 febbraio 2020, ore 17:25 | Cairo Hellhounds | 17 – 6 referto | Gezira Thunder |  |

| 7 febbraio 2020, ore 20:40 | AUC Titans | 6 – 14 referto | Cairo Bears |  |

#### 2ª giornata
| 14 febbraio 2020, ore 14:15 | MSA Tigers | 6 – 14 referto | Cairo Bears |  |

| 14 febbraio 2020, ore 17:25 | Cairo Warriors | 6 – 38 referto | Cairo Wolves |  |

| 14 febbraio 2020, ore 20:40 | GUC Eagles | 14 – 8 referto | Cairo Hellhounds |  |

#### 3ª giornata
| 21 febbraio 2020, ore 14:15 | Gezira Thunder | 7 – 6 referto | AUC Titans |  |

| 21 febbraio 2020, ore 17:25 | Cairo Bears | 49 – 6 referto | Cairo Warriors |  |

| 21 febbraio 2020, ore 20:40 | Cairo Wolves | 0 – 19 referto | MSA Tigers |  |

#### 4ª giornata
| 28 febbraio 2020, ore 14:15 | AUC Titans | 6 – 15 referto | MSA Tigers |  |

| 28 febbraio 2020, ore 17:25 | Gezira Thunder | 33 – 0 referto | Cairo Warriors |  |

| 28 febbraio 2020, ore 20:40 | Cairo Wolves | 13 – 0 referto | Cairo Hellhounds |  |

#### 5ª giornata
| 6 marzo 2020, ore 14:15 | Cairo Wolves | 10 – 14 referto | Gezira Thunder |  |

| 6 marzo 2020, ore 17:25 | AUC Titans | 0 – 50 referto | GUC Eagles |  |

| 6 marzo 2020, ore 20:40 | Cairo Hellhounds | 0 – 18 referto | Cairo Bears |  |

#### 6ª giornata
| 13 marzo 2020 | Cairo Bears | – | GUC Eagles |  |

| 13 marzo 2020 | MSA Tigers | – | Cairo Hellhounds |  |

#### 7ª giornata
| 20 marzo 2020 | Gezira Thunder | – | MSA Tigers |  |

| 20 marzo 2020 | Cairo Warriors | – | AUC Titans |  |

| 20 marzo 2020 | GUC Eagles | – | Cairo Wolves |  |

### Classifica
La classifica della regular season è la seguente:
- PCT = percentuale di vittorie, G = partite giocate, V = partite vinte,  P = partite perse, PF = punti fatti, PS = punti subiti

#### East Conference
| Pos. | Squadra        | PCT   | G | V | N | P | PF | PS  |
| ---- | -------------- | ----- | - | - | - | - | -- | --- |
| 1    | Cairo Bears    | 1.000 | 3 | 3 | 0 | 0 | 89 | 12  |
| 2    | GUC Eagles     | 1.000 | 2 | 2 | 0 | 0 | 49 | 8   |
| 3    | Cairo Warriors | .000  | 4 | 0 | 0 | 4 | 12 | 155 |
| 4    | AUC Titans     | .000  | 3 | 0 | 0 | 3 | 12 | 48  |

#### West Conference
| Pos. | Squadra          | PCT  | G | V | N | P | PF | PS |
| ---- | ---------------- | ---- | - | - | - | - | -- | -- |
| 1    | Cairo Wolves     | .750 | 4 | 3 | 0 | 1 | 65 | 35 |
| 2    | Gezira Thunder   | .500 | 4 | 2 | 0 | 2 | 56 | 37 |
| 3    | MSA Tigers       | .667 | 3 | 2 | 0 | 1 | 40 | 20 |
| 4    | Cairo Hellhounds | .250 | 4 | 1 | 0 | 3 | 25 | 51 |

## Playoff

### Tabellone
|  | Semifinali | Semifinali | Semifinali |  |  | VI Egyptian Bowl | VI Egyptian Bowl | VI Egyptian Bowl |  |
|  |            |            |            |  |  |                  |                  |                  |  |
|  | TBD        |            |            |  |  |                  |                  |                  |  |
|  |            |            |            |  |  |                  |                  |                  |  |
|  | TBD        |            |            |  |  |                  |                  |                  |  |
|  |            | TBD        |            |  |  |                  |                  |                  |  |
|  |            |            |            |  |  |                  |                  |                  |  |
|  |            |            | TBD        |  |  |                  |                  |                  |  |
|  | TBD        |            |            |  |  |                  |                  |                  |  |
|  |            |            |            |  |  |                  |                  |                  |  |
|  | TBD        |            |            |  |  |                  |                  |                  |  |

### Semifinali
| 2020 | TBD | – | TBD |  |

| 2020 | TBD | – | TBD |  |

### VI Egyptian Bowl
| 2020 | TBD | – | TBD |  |